# Голдстоун, Джек
Джек Голдстоун (англ. Jack A. Goldstone; род. 30 сентября 1953) — американский социолог, политолог и историк, специализирующийся на исследовании социальных движений, революций, политической демографии и «подъема Запада» в мировой истории. Наряду с Тедой Скочпол и Рэндаллом Коллинзом является ведущим историческим макросоциологом и специалистом в области теории революций и государственных распадов.

## Краткая биография
Окончил Гарвардский университет (бакалавр 1976, магистр 1979, доктор философии 1981).
Преподавал в Северо-Западном университете (1981—1988), Калифорнийском университете в Дейвисе (1989—2004).
С 2004 года профессор Университета Джорджа Мейсона.
В настоящее[уточнить] время занимает должность директора Центра глобального управления в Школе государственного управления им. Джорджа Мейсона. В 2013 году возглавил Международную лабораторию политической демографии и макросоциологической динамики РАНХиГС.

## Научная деятельность
Исследует проблемы революций. Автор демографически-структурной теории революции. Его относят к неовеберианцам и неомальтузианцам.
Голдстоун создал модель социальных перемен, которая в дальнейшем была использована автором клиодинамики в качестве основы для своей концепции.
Голдстоун занимал должность консультанта и проводил брифинги для Конгресса США, Государственного департамента, нескольких европейских министерств и Организации Объединённых Наций по вопросам конфликтов, поддержки демократии, государственного строительства и социальных преобразований. Занимал должность консультанта Правительства США, выступая в качестве эксперта при оценке программ поддержки демократии Агентства США по международному развитию Совета национальных исследований.
Голдстоун выигрывал гранты на научно-исследовательскую работу Американского совета научных обществ, Фонда Макартуров, Института исследования глобальных конфликтов и сотрудничества Университета Калифорнии, Американского института мира, Канадского института перспективных исследований и Национального научного фонда.
Является автором и редактором 9 книг и почти 100 исследовательских статей. Редактор журнала «Foreign Policy Bulletin».

### Работы
«К теории революции четвёртого поколения» (англ. Towards a Fourth Generation of Revolutionary Theory) — программная социологическая. Опубликована в журнале Annual Review of Political Science (2001, #4, pp. 139—187).
Автор выводит определение революции как внеинституционального переворота с участием широких масс населения, надеющихся установить справедливое общество. Революции различаются на социальные и элитарные, центральные и периферийные. Автор критикует предшествующих исследователей революций за недооценку конфликтов внутри элиты и межклассовых коалиций и утверждает, что к настоящему времени три поколения революционных теорий отжили свой век и назрела необходимость в новом, четвёртом поколении теории революции.
Концепция 4-х поколений исследователей теории революции, которую Джек Голдстоун выдвинул в начале 80-х гг. XX в., возникла не с нуля, а соединила и переработала уже существующие и стала самой влиятельной в последние два десятилетия. Деление «поколений исследователей», согласно этой концепции, происходит не по временно́му принципу, а по методологическому. «Первое поколение» связывается с историческим подходом и философски-исторической интерпретацией. Второе — с модернизационной теорией и структурно-функциональным анализом. Третье поколение отличает государственно-центричные модели.
Сам Джек Голдстоун считается основателем структурно-демографической теории, которая объясняет причины социального недовольства и революций сочетанием факторов: рост населения, взаимоотношения между элитами и народом, сила и слабость власти, эффективность государства, потенциал для мобилизации и ряд других.
«Revolution and Rebellion in the Early Modern World» (1991) — П. В. Турчин рассматривает эту работу как один из краеугольных камней клиодинамики.
В данной работе Д. Голдстоун суммирует ключевые тезисы своей концепции. Американский политолог утверждает, что периоды народных волнений и сильной социальной напряженности напрямую связаны с волнами демографического роста. Положения этой концепции генетически связаны с принципами т. н. «мальтузианской ловушки» и развивают их. Причинами революций Голдстоун считает дисбаланс между ростом населения и не гибкостью экономических и политических систем.
Отдельным влиятельным с точки зрения протестных настроений демографическим фактором американский политолог называл рост доли молодежи в обществе, и этот феномен получил название «молодёжный бугор» («youth bulge»). Джек Голдстоун считал, что большинство революций XX в. произошли там, где наблюдался такой процесс. Концепция Голдстоуна получила широкое распространение и множество приверженцев, однако её положения, наряду с принципами мальтузианской ловушки, вызывают дискуссии среди исследователей.

### Публикации
- Handbook of Revolutions in the 21st Century: The New Waves of Revolutions, and the Causes and Effects of Disruptive Political Change. Cham: Springer, 2022.
- Phases of global demographic transition correlate with phases of the Great Divergence and Great Convergence, Technological Forecasting and Social Change (2015)
- Revolutions: A Very Short Introduction (2013)
  - Голдстоун Джек А. Революции. Очень краткое введение / пер. с англ. — М.: Изд-во Института Гайдара, 2015. — 192 с. ISBN 978-5-93255-397-8
- Understanding the Revolutions of 2011: Weakness and Resilience in Middle Eastern Autocracies // Foreign Affairs (2011)
- The New Population Bomb // Foreign Affairs (2010)
- Why Europe? The Rise of the West in World History 1500—1850 (2008)
  - Голдстоун, Дж. Почему Европа? Возвышение Запада в мировой истории, 1500—1850 / пер. с англ. — М.: Изд-во Института Гайдара, 2014.
- Silence and Voice in Contentious Politics (2001)
- Revolution and Rebellion in the Early Modern World (1991)
- Revolutions of the Late Twentieth Century (1991)

### Статьи на русском языке
- Голдстоун Дж. А. К теории революции четвёртого поколения // Логос : журнал. — 2006. — № 5. — С. 58—103. — ISSN 0869-5377.
- Голдстоун Дж. А., Гринин Л. Е., Коротаев А. В. Революционные события XXI века: предварительный количественный анализ // Полис. Политические исследования : журнал. — 2022. — № 4. — С. 108—119. — ISSN 1026-9487,1684-0070.
- Голдстоун Д. А., Гринин Л. Е., Устюжанин В. В., Коротаев А. В. Революционные события XXI века: предварительный количественный анализ // Полис. Политические исследования : журнал. — 2023. — № 4. — С. 54—71. — ISSN 1026-9487,1684-0070.